# Dorotea di Schwarzburg-Sondershausen
Dorotea di Schwarzburg-Sondershausen (Sondershausen, 23 agosto 1579 – Sondershausen, 5 luglio 1639) è stata duchessa consorte di Schleswig-Holstein-Sonderburg dal 1622 al 1627, come moglie del duca Alessandro.

## Biografia
Dorotea nacque nel 1579 a Sondershausen, ultima dei dodici figli di 
Giovanni Günther I e di Anna di Oldenburg.
Il 26 novembre 1604 sposò Alessandro di Schleswig-Holstein-Sonderburg.
Morì nel 1639 nella sua città natale.

## Discendenza

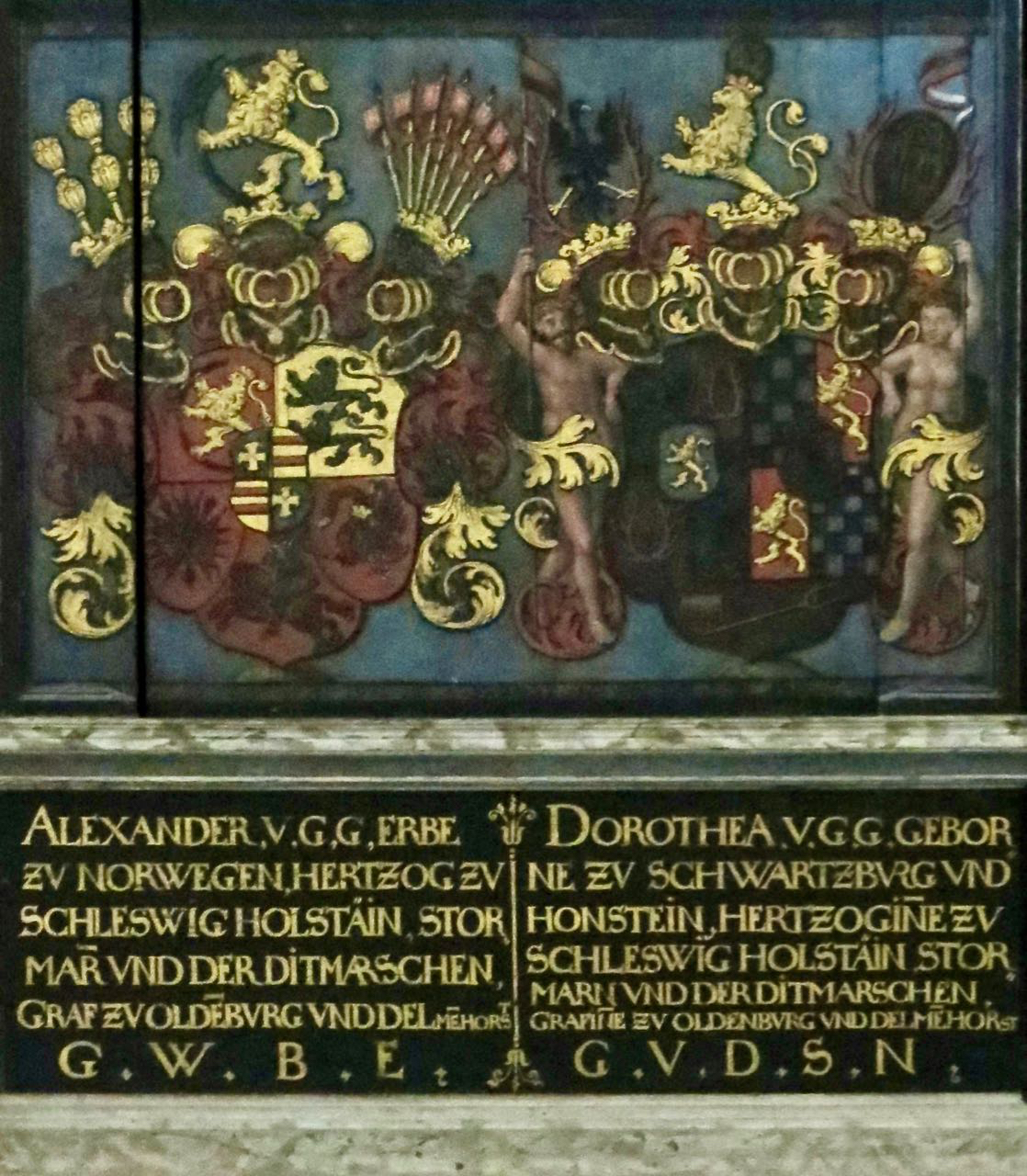
Stemmi di Alessandro e Dorotea nella cappella del castello di Sønderborg

Dorotea di Schwarzburg-Sondershausen e Alessandro di Schleswig-Holstein-Sonderburg ebbero otto figli e tre figlie:
- Giovanni Cristiano (1607-1653);
- Alessandro Enrico (1608-1657);
- Ernest Gunther (1609-1689);
- Giorgio Federico (1611-1676)
- Augusto Filippo (1612-1675);
- Adolfo (2 febbraio 1613 - 1⁰ febbraio 1616);
- Anna Elisabetta (5 febbraio 1615 - 19 febbraio 1616);
- Guglielmo Antonio (2 aprile 1616 - 2 aprile 1616);
- Sofia Caterina (28 giugno 1617 - 22 novembre 1696);
- Eleonora Sabina (27 febbraio 1619 - 27 febbraio 1619);
- Filippo Luigi (1620-1689).